# António Ferreira
António Ferreira (* 1528 in Lissabon; † 29. November 1569 ebenda) war ein portugiesischer Dichter und Dramatiker.

## Leben
Ferreira absolvierte die Universität Coimbra und lebte als Staatsbeamter in Lissabon, wo er an der Pest starb. Von seiner Ausbildung und Einstellung her war Ferreira Humanist. Er folgte dem italienischen Stil von Francisco de Sá de Miranda und trat für die klassischen Autoren ein. Seine Gedichte, die erst nach Ferreiras Tod erschienen, sprachen sowohl den Verstand als auch die Gefühle an. Ferreiras Meisterwerk war „A Castro“, eine Tragödie über die Liebe des Prinzen Pedro zu Ines de Castro und deren Ermordung (1355) durch den Vater des Prinzen, Alfons IV. Die Tragödie folgt einem griechischen Vorbild und vermittelt psychologische Spannungen. Ferreira schrieb auch zwei Prosakomödien.